# Gervais Drouet
Gervais Drouet est un sculpteur français né en 1609 et mort en 1673.
C'est un sculpteur originaire du Mans, assez méconnu, qui a œuvré à Toulouse à la même époque que Pierre Affre après avoir travaillé à Rome sur le chantier de la basilique Saint-Pierre sous les ordres du Bernin.

## Biographie
Formé en Touraine probablement auprès du sculpteur Gervais Delabarre, il part à Rome pour compléter sa formation entre 1648 et 1652. Il travaille sur le chantier de la basilique Saint-Pierre dirigé par Le Bernin et sur celui de la basilique Saint-Jean-de-Latran, la cathédrale de Rome, dirigé par Borromini, puis aux côtés de son frère. C'est probablement dans ces années de formation qu'il prend connaissance des Règles de cinq ordres d'architecture de Vignole qu'il utilisa pour l'architecture des jubés ou des retables.
En 1654, il vient à Toulouse où il s'installe définitivement et y développe un atelier qui va prospérer jusqu'à sa mort. Il est aussi actif dans plusieurs villes du Midi. Suivant les commandes, on voit que les œuvres réalisées vont du style des sculptures mancelles à celles plus exaltées du Baroque qu'il a pu voir dans l'atelier du Bernin à Rome. Dès 1660, un chroniqueur toulousain le qualifie de "disciple du Cavalier Bernin".
Ses deux œuvres maintenant les plus connues sont les statues réalisées pour le jubé de la basilique Saint-Sernin (contrat de 1668, détruit en 1808 pour permettre aux militaires de mieux assister à la messe), celui de la cathédrale d'Auch (réalisé à partir de 1662, jusqu'en 1671, et démonté en 1859) et le retable de maître-autel de la cathédrale Saint-Étienne de Toulouse commandée en 1654 et qu'il réalisa entre 1662 et 1670.
On lui attribue maintenant plusieurs œuvres :
- un Buste du pape élevé par deux anges dans la basilique Saint-Pierre,
- le bas-relief de "Jonas dans le ventre du poisson", selon le titre officiel, dans la nef centrale de la Saint-Jean de Latran, l'un des douze bas-reliefs surplombant les grandes niches où se trouvent des statures (1648),
- la Vierge de Pitié[4] de Saint-Étienne de Toulouse (1654),
- le Christ et la Samaritaine au puits du musée des Augustins (1656),
- le Saint Joseph et l'enfant Jésus sur la façade de l’église St Exupère, Toulouse (1658),
- la Vierge de Pitié[5] de la cathédrale Saint-Lizier à Saint-Lizier en Ariège (1665),
- un Crucifix[6], un saint Jean et un saint Exupère de la basilique Saint-Sernin (1668),
- un Christ aux liens de la Maison des Œuvres de Cahors (1669),
- le buste-reliquaire et la table de la chapelle de saint Cizi avec deux grands anges pour la cathédrale de Rieux-Volvestre (1671)

## Gallerie

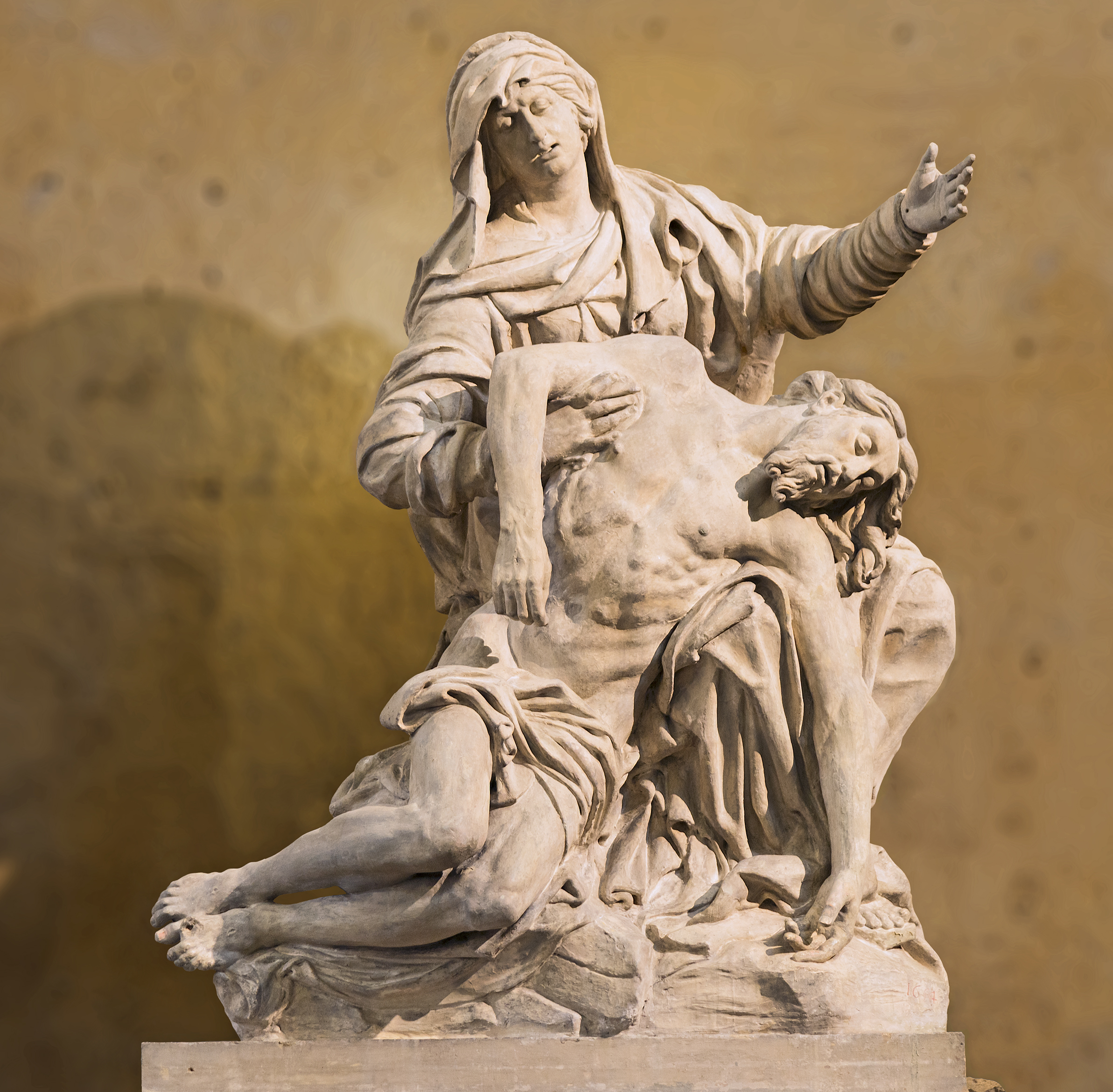
La Vierge de Pitié, Saint-Étienne de Toulouse(1648)
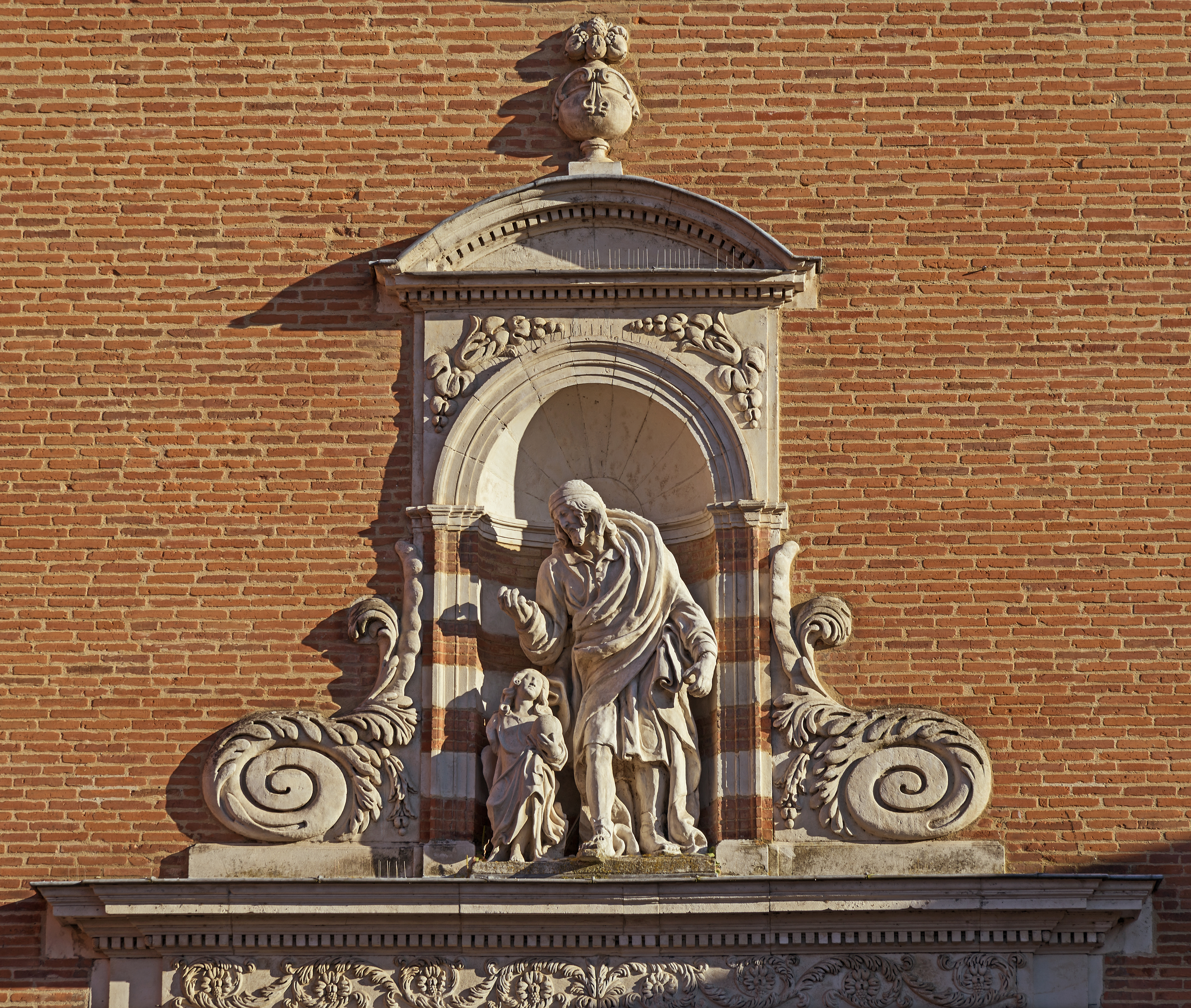
Saint Joseph et l'enfant Jésus, église Saint-Exupère, Toulouse (1658)
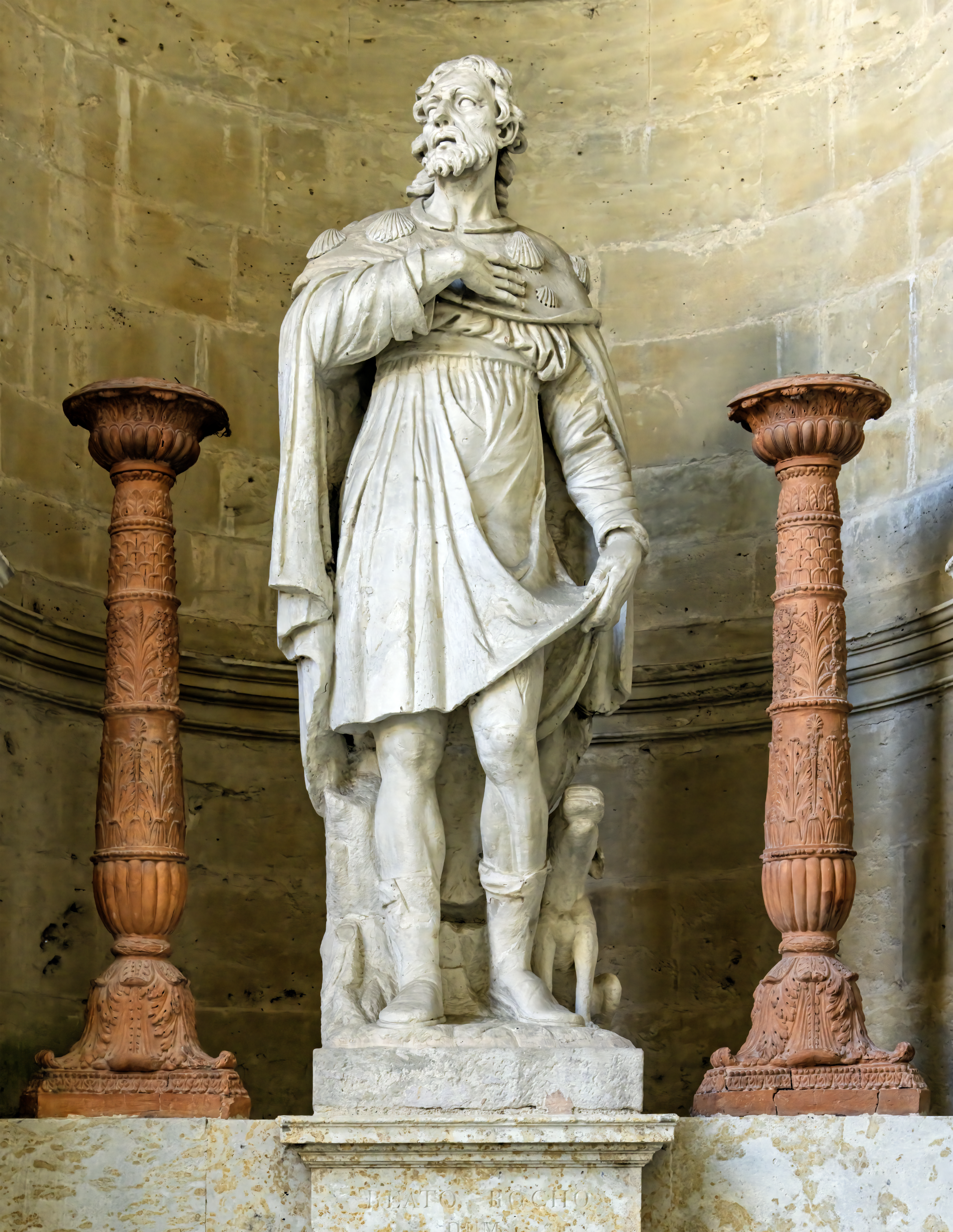
Statue de Saint Roch - Cathédrale Sainte-Marie d'Auch
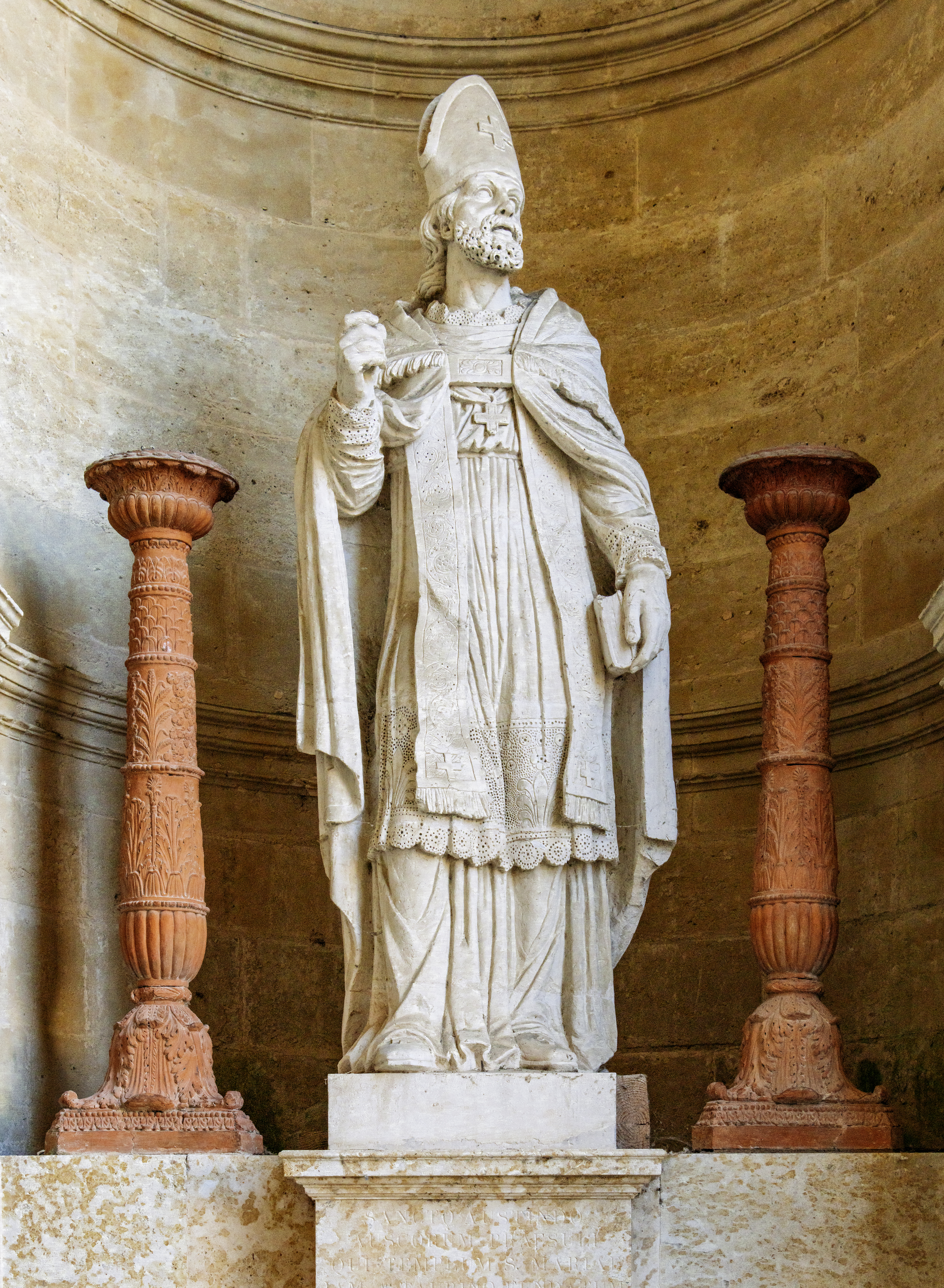
Statue de Saint Austinde - Cathédrale Sainte-Marie d'Auch
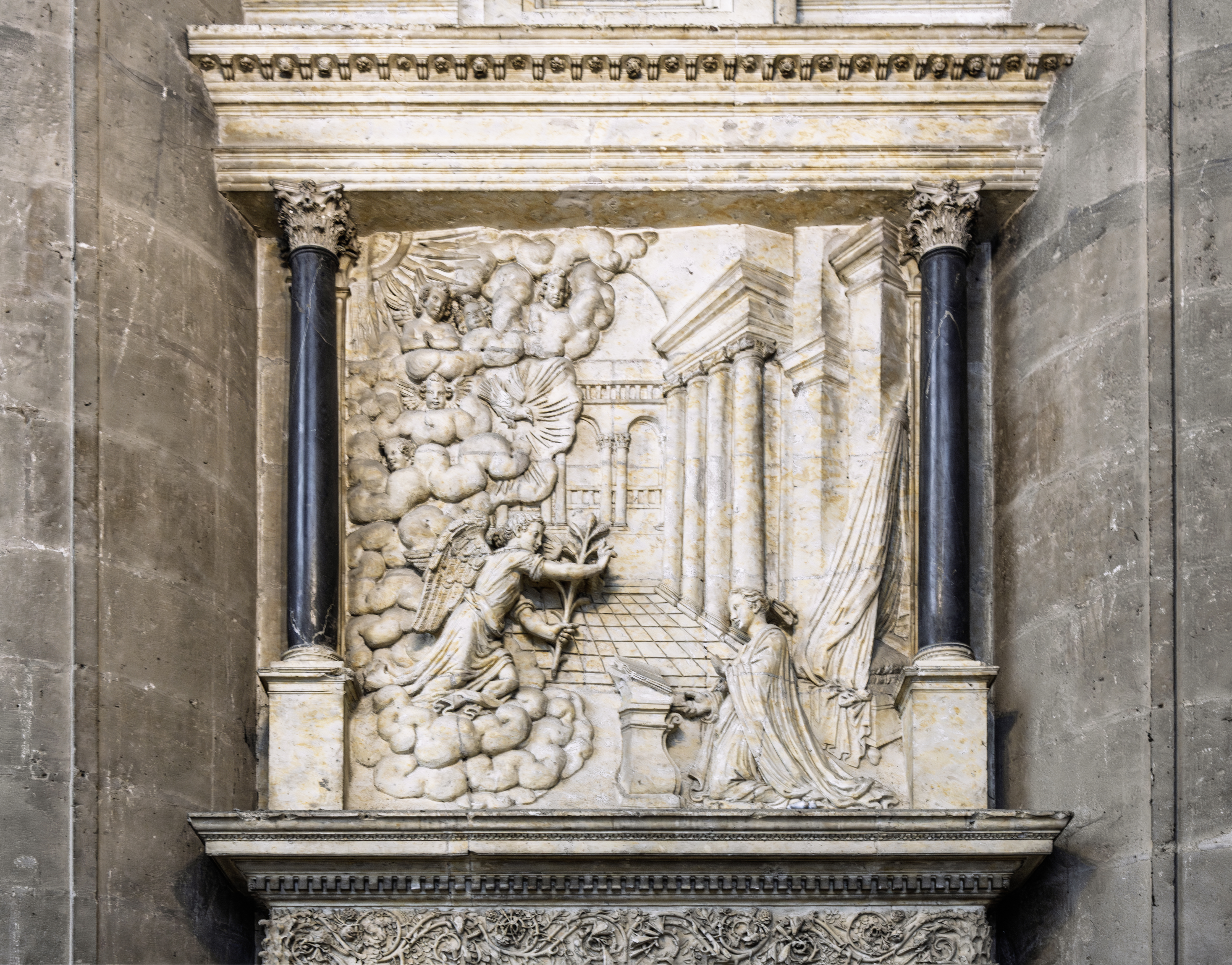
L’Annonciation. Bas-relief du déambulatoire de la - Cathédrale Sainte-Marie d'Auch
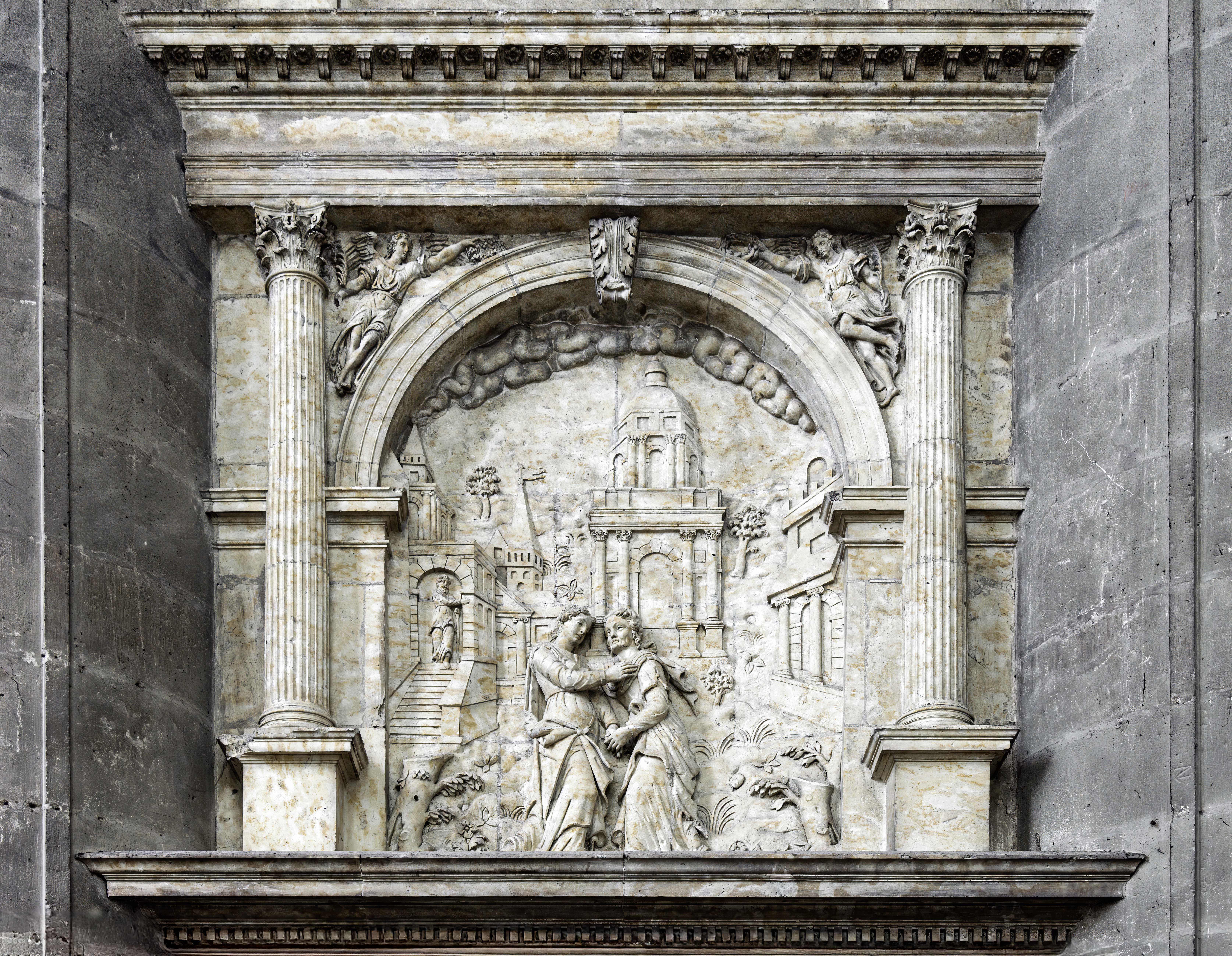
La Visitation. Bas-relief du déambulatoire de la - Cathédrale Sainte-Marie d'Auch
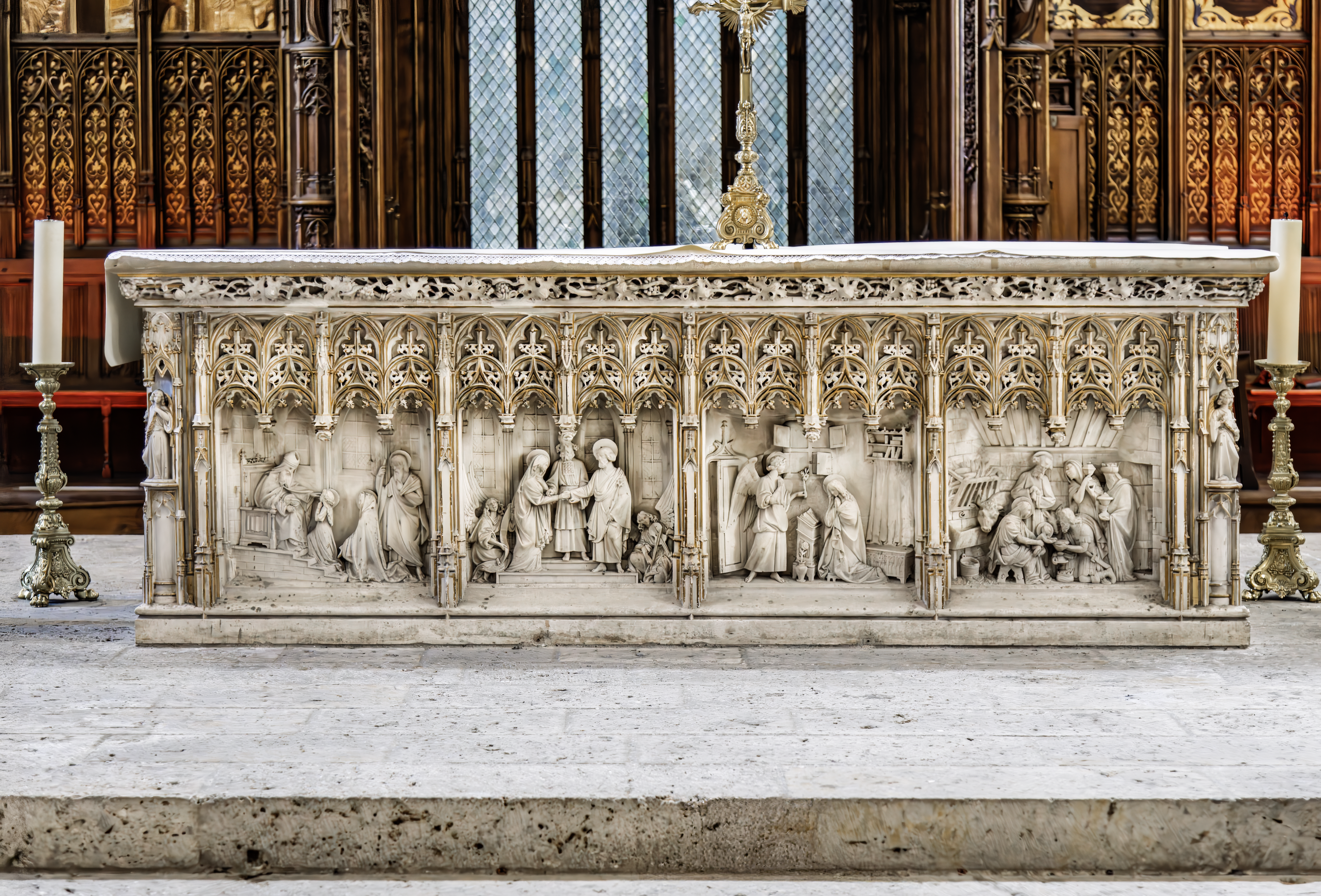
Autel de l'avant chœur de la Cathédrale Sainte-Marie d'Auch